# Chapelle Sainte-Marie de Nivillac
La chapelle Sainte-Marie de Nivillac est un édifice religieux situé sur la commune de Nivillac, dans le département du Morbihan, dans la région Bretagne, en France.

## Géographie
Située au nord-est de la commune, la chapelle est l'une des constructions les plus récentes du sud du Morbihan.

## Toponymie
Cette chapelle est placée sous le vocable de Notre-Dame-des-Blés. Cependant, il est de coutume de l'appeler chapelle de Sainte-Marie, nom du lieu-dit où elle est implantée.

## Histoire

### Origine
Du fait de l'éloignement de ce lieu-dit de près de 6 km du bourg de Nivillac, c'est en 1906 que le préfet du Morbihan invite le conseil municipal de Nivillac à créer une école supplémentaires dans des hameaux de la commune.
Dans un premier temps, c'est le village de Kerroux-Des-Bois qui est sélectionné.
Finalement, c'est sous l'impulsion du Recteur l'abbé Boschet que l'on commence la construction d'une nouvelle école catholique mixte dans le hameau de Sainte-Marie. L'école fut construite en 1936. Par la suite, en 1941, il fut notifié dans les cahiers de la paroisse le souhait de la population, près de 200 fidèles, d'obtenir la possibilité de célébrer des messes au plus près de leurs habitations. Monseigneur Le Bellec, évêque de Vannes, donna l'autorisation pour une première messe dans l'enceinte de l'école communale de Sainte-Marie. L'évènement eut lieu le 31 mars 1946, célébré par l'abbé Boulo.

### Construction
C'est l'abbé Calixte Le Breton qui fut chargé par l'évêque de Vannes d'ériger une chapelle dans le hameau alors que l'homme d'Église était partisan d'un aménagement d'oratoire à l'école pour des questions de coûts évidentes en cette sortie de Seconde Guerre mondiale.
Les plans, bien que simples en forme de croix latine, furent réalisés par un cabinet d'architectes de Vannes, dirigé par Joseph Caubert de Cléry et son fils Guy et modifié par les instructions de l'abbé.
Les demoiselles Logodin offrirent le terrain. L'église fut construite par les habitants eux-mêmes qui, faute d'aides publiques, donnèrent de leurs temps ou du matériel pour la construction.
Le moulin de Condest, déjà ruiné, fut démonté pour récupérer les pierres et les autres pierres acheminées grâce à des charrettes tirées par des bœufs.
L'abbé Bazin s'occupa de gérer le suivi des travaux.
Fin 1946, la première pierre fut posée. Sous cette pierre furent solennellement déposées de nombreuses feuilles de papier collectées par Mademoiselle Daniel, institutrice de l'école de Sainte-Marie. Sur celle-ci, les enfants y avaient inscrit leurs souvenirs de la construction.

### Inauguration
Le 28 septembre 1947, en présence de Monseigneur Eugène Le Bellec, l'inauguration officielle eut lieu, même si les lambris et l'électricité n'étaient pas complètement installés. Il fallut attendre 1949 pour le lambris, 1953 pour une cloche et 1956 pour l'électricité.

### Dons
Le maire de l'époque, Louis Picaud, fit un don personnel de deux vitraux réalisés par Job Guével pour orner les transepts. Il offrit aussi une statue de Vierge aux blés en chêne,.
Lors d'une visite de la chapelle le 1er août 1948, l'oncle du maire, Monseigneur François-Marie Picaud, évêque de Bayeux et Lisieux offrit une relique de sainte Thérèse de Lisieux.
Monsieur le député du Morbihan et fondateur du journal Ouest-France, Paul Hutin Desgrées du Lou fit don d'une statue représentant saint Joseph et Jésus enfant.

### Rénovation
En 2018, la toiture fut entièrement rénovée. Les travaux fuirent financés par l'association Les Chênes Verts, propriétaire de l'édifice, ainsi que d'autres associations nivillacoises.